# Cyclopecten incongruus
Cyclopecten incongruus är en musselart som beskrevs av Dall 1916. Cyclopecten incongruus ingår i släktet Cyclopecten och familjen Propeamussidae. Inga underarter finns listade i Catalogue of Life.